# Vorarlberger Fußballcup
Der Cup des Vorarlberger Fußballverbandes, kurz VFV-Cup genannt, ist einer von neun österreichischen Fußball-Pokalwettbewerben für Amateurmannschaften der Herren auf Verbandsebene, der vom Vorarlberger Fußballverband ausgerichtet und im K.-o.-System ausgetragen.
Der Pokalwettbewerb trägt den Namen Vorarlberger Fußballcup, bis 1959: Vorarlberger Landespokal, ab 1977 VFV-TOTO-Cup, und ist ein Qualifikationsbewerb für den ÖFB-Cup. Er wird seither unter Sponsorenschaft der Österreichische Lotterien GmbH als VFV-TOTO-Cup (auch Vorarlberger TOTO-Cup) jährlich ausgetragen. 

## Geschichte
Der Landespokal stellte beginnend in den 1920er Jahren bis Ende der 1950er Jahre neben der Meisterschaft den Höhepunkt des Vorarlberger Fußballgeschehens dar und wurde nach der Integration der Vorarlberger Fußballvereine in das bundesweite Fußballgeschehen im Jahr 1959 eingestellt. Nach einer 17 Jahre währenden Unterbrechung wurde der Cup 1977 wieder eingeführt.
Anfänge bis nach dem Zweiten Weltkrieg
| Saison                                            | Pokal-Sieger                           | Finalist                               | Resultat                               |
| Vorarlberger Landespokal (inoffiziell)            | Vorarlberger Landespokal (inoffiziell) | Vorarlberger Landespokal (inoffiziell) | Vorarlberger Landespokal (inoffiziell) |
| ------------------------------------------------- | -------------------------------------- | -------------------------------------- | -------------------------------------- |
| 1924/25                                           | FC Lustenau 07                         | FC Lustenau 07 II                      | 6:3                                    |
| 1925/26                                           | kein Bewerb                            | kein Bewerb                            | kein Bewerb                            |
| Vorarlberger Landespokal                          |                                        |                                        |                                        |
| 1926/27                                           | FC Lustenau 07                         | keine Information                      | keine Information                      |
| 1927/28                                           | FC Bregenz                             | keine Information                      | keine Information                      |
| 1928/29 – 1931/32                                 | kein Bewerb                            | kein Bewerb                            | kein Bewerb                            |
| 1932/33                                           | FC Dornbirn                            | FA Turnerbund Lustenau                 | 5:1                                    |
| 1933/34                                           | FC Lustenau 07                         | FC Lustenau 07 II                      | 3:0                                    |
| 1934/35                                           | FC Lustenau 07                         | FA Turnerbund Lustenau                 | 4:2                                    |
| 1935/36                                           | SC Austria Lustenau                    | GSpVgg Bregenz                         | 6:2                                    |
| 1936/37                                           | FC Dornbirn                            | FC Bregenz                             | 2:1                                    |
| 1937/38                                           | FC Lustenau 07                         | FC Lustenau 07 II                      | VC1                                    |
| 1938/39 – 1944/45                                 | kein Bewerb                            | kein Bewerb                            | kein Bewerb                            |
| 1945/46                                           | SC Rapid Lustenau                      | Schwarz-Weiß Bregenz                   | 3:0                                    |
| 1946/47                                           | FC Blau-Weiß Feldkirch                 | SC Rapid Lustenau                      | 3:1                                    |
| 1947/48                                           | SC Admira Dornbirn                     | FC Lustenau 07                         | 6:1                                    |
| 1948/49                                           | SC Austria Lustenau                    | FC Dornbirn                            | 3:0                                    |
| 1949/50                                           | Schwarz-Weiß Bregenz                   | FC Blau-Weiß Feldkirch                 | 2:1                                    |
| 1950/51                                           | SC Austria Lustenau                    | FC Blau-Weiß Feldkirch                 | 3:2                                    |
| 1951/52                                           | FC Dornbirn                            | SC Austria Lustenau                    | 2:0                                    |
| 1952/53                                           | FC Kennelbach                          | Schwarz-Weiß Bregenz                   | 3:2                                    |
| 1954–1957                                         | kein Bewerb                            | kein Bewerb                            | kein Bewerb                            |
| 1957/58                                           | SC Austria Lustenau                    | FC Dornbirn                            | 1:0                                    |
| 1958/59                                           | FC Dornbirn                            | SC Austria Lustenau                    | 4:1                                    |
| VC1 1937/38: Sieg Lustenau I (Resultat unbekannt) |                                        |                                        |                                        |

Die erste Austragung des Landescups fand 1926, vier Jahre nach der Gründung des Vorarlberger Fußballverbands, statt. Premierensieger wurde der FC Lustenau 07, der als einziger Verein für den Bewerb gemeldet hatte, und zwar mit einem Sieg über seine eigene B-Mannschaft. Da es in Vorarlberg in den 1920er Jahren nur sehr wenige Fußballvereine gab und sich diese damals vorwiegend im Rahmen der "Bodensee-Fußball-Vereinigung" mit Klubs aus Deutschland und der Schweiz maßen, sowie von 1930 bis 1933 Meisterschaftsspiele mit den beiden Nachbarländern in der "Bodensee-Kreisliga" austrugen, stieß der Pokal anfangs nur auf geringes Interesse. In dieser Zeit wurde der Cup trotzdem durchgeführt und es gewannen FC Bregenz, FC Dornbirn und SC Austria Lustenau.
Im Zuge der politischen Veränderungen durch den Anschluss Österreichs an das Deutsche Reich wurde 1938 der Vorarlberger Fußball-Verband aufgelöst und der Landescup eingestellt. Nach dem Zweiten Weltkrieg organisierte der "Vorarlberger Sportverband" noch für die Saison 1945/46 die Austragung einer Meisterschaft und des Landescups, im Jahr darauf übernahm der wiedergegründete Vorarlberger Fußballverband die Organisation des Pokalwettbewerbes. Vorarlbergs Mannschaften nähmen am auch am Bundesländer-Cup teil, der nach Kriegsende 1946 wieder eingeführt wurde und im Zuge der Staatsliga-Reform 1949 wieder abgeschafft wurde.
In den Jahren darauf erlebte der Vorarlberger Landespokal seine Hochblüte. Die Spiele erfreuten sich großem Interesse seitens des Publikums und der Titel war bei den Vereinen hoch begehrt. Cupgewinner in dieser Zeit waren SC Rapid Lustenau, FC Blau-Weiß Feldkirch, SC Admira Dornbirn, SC Austria Lustenau, Schwarz-Weiß Bregenz, FC Dornbirn und FC Kennelbach.
Mit der Einführung der zweitklassigen Regionalliga und dem damit gegebenen Aufstiegsrecht des Meisters in die Staatsliga erfolgte ab 1960 die endgültige Eingliederung Vorarlbergs in den gesamtösterreichischen Fußball und einhergehend damit die Einstellung des Landescups.
Wiedereinführung in den 1970er Jahren
| Saison        | Pokal-Sieger                                      | Finalist                                          | Resultat                                          |
| VFV-TOTO-Cup  | VFV-TOTO-Cup                                      | VFV-TOTO-Cup                                      | VFV-TOTO-Cup                                      |
| ------------- | ------------------------------------------------- | ------------------------------------------------- | ------------------------------------------------- |
| 1976/77       | FC Rätia Bludenz                                  | SV Ludesch                                        | 10:0                                              |
| 1977/78       | SC Austria Lustenau                               | FC Blau-Weiß Feldkirch                            | 3:1                                               |
| 1978/79       | SC Admira Dornbirn                                | SC Austria Lustenau                               | 2:2, 6:5 n. E.                                    |
| 1979/80       | SC Austria Lustenau                               | FC Rot-Weiß Rankweil                              | 2:1                                               |
| 1980/81       | IG Dornbirn/Bregenz                               | FC Rot-Weiß Rankweil                              | 1:0                                               |
| 1981/82       | FC Dornbirn                                       | SC Austria Lustenau                               | 2:0                                               |
| 1982/83       | SC Austria Lustenau                               | FC Kennelbach                                     | 2:0                                               |
| 1983/84       | IG Bregenz/Dornbirn                               | Viktoria Bregenz                                  | 4:1                                               |
| 1984/85       | Viktoria Bregenz                                  | IG Bregenz/Dornbirn                               | 5:2                                               |
| 1985/86       | Viktoria Bregenz                                  | SV Frastanz                                       | 5:1                                               |
| 1986/87       | SCR Altach                                        | VfB Hohenems                                      | 3:1                                               |
| 1987/88       | SCR Altach                                        | FC Blau-Weiß Feldkirch                            | 2:0                                               |
| 1988/89       | VfB Hohenems                                      | FC Koblach                                        | 4:2                                               |
| 1989/90       | FC Wolfurt                                        | SCR Altach                                        | 2:2, 3:1 n. E.                                    |
| 1990/91       | VfB Hohenems                                      | FC Hard                                           | 1:0                                               |
| 1991/92       | Schwarz-Weiß Bregenz                              | FC Rot-Weiß Rankweil                              | 2:0                                               |
| 1992/93       | SCR Altach                                        | Schwarz-Weiß Bregenz                              | 2:1                                               |
| 1993/94       | FC Lustenau 07                                    | Schwarz-Weiß Bregenz                              | 1:1, 5:3 n. E.                                    |
| 1994/95       | FC Koblach                                        | FC Lauterach                                      | 5:0                                               |
| 1995/96       | VfB Hohenems                                      | FC Rot-Weiß Rankweil                              | 1:0                                               |
| 1996/97       | FC Lauterach                                      | FC Dornbirn                                       | 0:0, 4:3 n. E.                                    |
| 1997/98       | FC Hard                                           | SC Röthis                                         | 2:1                                               |
| 1998/99       | SC Austria Lustenau II                            | FC Lustenau 07                                    | 1:1, 5:4 n. E.                                    |
| 1999/2000     | FC Lustenau 07                                    | FC Nenzing                                        | 2:1                                               |
| 2000/01       | FC Lustenau 07                                    | SCR Altach                                        | 2:1                                               |
| 2001/02       | SCR Altach                                        | SV Ludesch                                        | 3:0                                               |
| 2002/03       | SCR Altach                                        | SC Admira Dornbirn                                | 2:0                                               |
| 2003/04       | VfB Hohenems                                      | FC Hard                                           | 4:0                                               |
| 2004/05       | FC Koblach                                        | FC Lustenau 07                                    | 2:1                                               |
| 2005/06       | FC Rot-Weiß Rankweil                              | FC Wolfurt                                        | 0:0, 4:2 n. E.                                    |
| 2006/07       | FC Blau-Weiß Feldkirch                            | FC Sulzberg                                       | 1:0                                               |
| 2007/08       | SC Bregenz                                        | SC Austria Lustenau II                            | 4:2                                               |
| 2008/09       | Viktoria Bregenz                                  | FC Hard                                           | 2:1                                               |
| 2009/10       | SC Bregenz                                        | FC Bizau                                          | 1:0                                               |
| 2010/11       | FC Dornbirn                                       | SC Fußach                                         | 7:1                                               |
| 2011/12       | FC Dornbirn                                       | FC Wolfurt                                        | 3:0                                               |
| 2012/13       | SCR Altach II                                     | Dornbirner SV                                     | 4:0                                               |
| 2013/14       | FC Dornbirn                                       | VfB Hohenems                                      | 4:3                                               |
| 2014/15       | FC Dornbirn                                       | FC Höchst                                         | 2:2, 5:4 n. E.                                    |
| 2015/16       | FC Dornbirn                                       | Dornbirner SV                                     | 3:1                                               |
| 2016/17       | VfB Hohenems                                      | FC Schwarzach                                     | 1:1, 4:3 n. E.                                    |
| UNIQA-VFV-Cup |                                                   |                                                   |                                                   |
| 2017/18       | Dornbirner SV                                     | FC Höchst                                         | 1:0                                               |
| 2018/19       | FC Dornbirn                                       | VfB Hohenems                                      | 5:3 n. E. (1:1, 0:1)                              |
| 2019/20       | wegen COVID-19-Pandemie in Österreich abgebrochen | wegen COVID-19-Pandemie in Österreich abgebrochen | wegen COVID-19-Pandemie in Österreich abgebrochen |
| 2020/21       | FC Lustenau 07                                    | FC Egg                                            | (1:1 (1:1), 8:7 n. E.                             |
| 2021/22       | SC Bregenz                                        | FC Dornbirn II                                    | 5:1                                               |
| 2022/23       | FC Wolfort                                        | FC Alberschwende                                  | 2:0                                               |
| 2023/24       | VfB Hohenems                                      | FC Rot-Weiß Rankweil                              | 4:2                                               |
| 2024/25       | FC Dornbirn II                                    | SC Röthis                                         | 3:1                                               |

1976 führte der Verband den Pokalwettbewerb auf Drängen vieler Vereinsverantwortlicher, vor allem kleinerer Klubs, wieder ein. Als Sponsor konnte dafür bereits im Jahr der Wiedereinführung die Österreichische Lotterien GmbH gewonnen werden, die dem Landescup seitdem auch den Namen VFV-TOTO-Cup gibt. Anders als während der ersten Austragungsserie sind seit der Wiedereinführung die Spitzenvereine des Bundeslandes aufgrund ihres mittlerweile erfolgten Wandels zum Professionalismus nicht mehr teilnahmeberechtigt. Zu Beginn des Bewerbes holten FC Rätia Bludenz, SC Austria Lustenau und SC Admira Dornbirn den Pokal.
In den 1980er Jahren waren die Mannschaften von SC Austria Lustenau, die Spielgemeinschaft aus Dornbirn und Bregenz, FC Dornbirn, Viktoria Bregenz, SCR Altach und VfB Hohenems erfolgreich. Die nächsten zehn Jahre brachten zehn verschiedene Sieger hervor: FC Wolfurt, VfB Hohenems, Schwarz-Weiß Bregenz, SCR Altach, FC Lustenau 07, FC Koblach, VfB Hohenems, FC Lauterach, FC Hard und die zweite Mannschaft des Austria Lustenau. Seit 2000 konnten sich folgende Mannschaften in die Siegerliste eintragen: FC Lustenau 07, SCR Altach, VfB Hohenems, FC Koblach, FC Rot-Weiß Rankweil, FC Blau-Weiß Feldkirch, SC Bregenz, Viktoria Bregenz, FC Dornbirn und Dornbirner SV.

## Bezeichnung (Sponsor)
Der Pokalbewerb wurde 1925 Vorarlberger Landespokal, der bis 1959 ausgespielt wurde. Bei der Einführung als VFV-Cup 1976 konnte die Österreichische Lotterien GmbH als Sponsor gewonnen werden und so wird der Vorarlberger Cup als VFV-TOTO-Cup ausgetragen:
- Vorarlberger Landespokal: 1924/25–1958/59
- VFV-Cup: seit 1976/77
- der Sponsor ist im Namenszugs in Verbindung mit 'VFV-Cup':
  - VFV-TOTO-Cup: 1976/77-2016/17 (Namensgeber: Toto (Sportwette))
  - UNIQA-VFV-Cup: seit 2017/18 (Namensgeber: Uniqa Insurance Group)

## Spielmodus, Teilnehmer und Auslosung
Der VFV-Cup wird im K.O.-System ausgetragen. Alle Runden werden in einem Spiel entschieden, bis zum Achtelfinale hat der jener Verein Heimrecht, der in der untersten Liga spielt.
In der regional ausgelosten ersten Runde treffen die Mannschaften aus der Landesliga und den darunterliegenden Klassen aufeinander. Aus der 5. Landesklasse sind nur noch die in der vorangegangenen Meisterschaftsrunde besser platzierten Teams qualifiziert, wobei erste Kampfmannschaften vor 1b- und 1c-Mannschaften bevorzugt werden.
In der zweiten Runde stoßen die 14 Teams aus der Vorarlbergliga dazu, während die Mannschaften aus der Regionalliga West erst in der dritten Runde in den Bewerb einsteigen. Aus der festgelegten Zahl von 32 Teilnehmern dieser dritten Runde ergibt sich – je nach Anzahl der Teams aus der Regionalliga – die notwendige Zahl der Spiele der ersten Runde und damit die Anzahl der Plätze für Mannschaften aus der 5. Landesklasse.
Sollten beide Vereine in einer Liga spielen, hat der erstgenannte Verein bei der Auslosung Heimrecht Ab dem Achtelfinale wird das Heimrecht gelost. Beim Finale gilt der Sieger des erstgezogenen Halbfinalspieles als Heimmannschaft, der Sieger des zweitgezogenen Halbfinalspiels als Auswärtsmannschaft. Steht es nach 90 Minuten Unentschieden wird der Sieger sofort (ohne Verlängerung) im Elfmeterschießen ermittelt.
Die vierte, fünfte und sechste Runde entspricht dem Achtelfinale, Viertelfinale und Halbfinale. Das Finale wird vom Vorarlberger Fußballverband ausgerichtet und im Herrenriedstadion in Hohenems gespielt.
- 1. Runde: 1. Hauptrunde (Vereine aus der 2. Landesklasse, 3. Landesklasse, 4. Landesklasse und 5. Landesklasse)
- 2. Runde: 2. Hauptrunde (Vereine aus der Vorarlbergliga, Landesliga und 1. Landesklasse steigen ein)
- 3. Runde: 3. Hauptrunde (Vereine aus der Regionalliga West steigen ein)
- 4. Runde: Achtelfinale: 16 Teilnehmer
- 5. Runde: Viertelfinale: 8 Teilnehmer
- 6. Runde: Halbfinale: 4 Teilnehmer
- 7. Runde: Finale: 2 Teilnehmer

## Die Titelträger
12 Pokalsiege
FC Dornbirn (1933, 1937, 1952, 1959, 1982, 2011, 2012, 2014, 2015, 2016, 2019, 2025)
10 Pokalsiege
FC Lustenau 07 (1925, 1927, 1934, 1935, 1938, 1946, 1994, 2000, 2001, 2021)
7 Pokalsiege
SC Austria Lustenau (1936, 1949, 1951, 1958, 1978, 1980, 1983)
6 Pokalsiege
VfB Hohenems (1989, 1991, 1996, 2004, 2017, 2024)
6 Pokalsiege
SC Bregenz (2008, 2010, 2022)
Schwarz-Weiß Bregenz (1950, 1992, 2022)
5 Pokalsiege
SCR Altach (1987, 1988, 1993, 2002, 2003)
3 Pokalsiege
Viktoria Bregenz (1985, 1986, 2009)
2 Pokalsiege
FC Blau-Weiß Feldkirch (1947, 2007)
FC Koblach (1995, 2005)
SC Admira Dornbirn (1948, 1979)
FC Wolfurt (1990, 2023)
1 Pokalsieg
| Dornbirner SV (2018) SCR Altach II (2013) FC Rot-Weiß Rankweil (2006) SC Austria Lustenau II (1999) FC Hard (1998) | FC Lauterach (1997) IG Bregenz/IG Dornbirn (1984) IG Dornbirn/Bregenz (1981) FC Rätia Bludenz (1977) | FC Kennelbach (1953) FC Bregenz (1928) |